# Ле Бон, Ясмин
Ясми́н Ле Бон (англ. Yasmin Le Bon, урожд. Парване англ. Parvaneh; род. 29 октября 1964 года, Оксфорд, Великобритания) — английская модель. Ясмин была одной из самых высокооплачиваемых моделей в 1980-х годах.

## Юность
Ясмин Парване родилась в Оксфорде (Англия). Она была самым младшим ребёнком в семье иранца и англичанки. У неё есть старшая сестра по имени Надре. Мать Ясмин скончалась от рака груди в 2004 году.
Ясмин стала работать моделью ещё во время учёбы в школе, а после её окончания подписала контракт с лондонским модельным агентством Models 1.

## Карьера
В апреле 1987 года участвовала в рекламной кампании «Guess». Появлялась на обложках журналов Elle, Vogue, Cosmopolitan, Marie Claire, Harper's Bazaar и других. Сотрудничала с агентствами Elite Model Management и Trump Model Management.
Была лицом таких брендов, как Banana Republic, Bloomingdale’s, Calvin Klein, Versace, Chanel, Christian Dior, Clairol, Escada, Avon и Gianfranco Ferré.
В январе 2012 года Ле Бон демонстрировала платье весом 50 кг на весенне-летнем показе высокой моды Stéphane Rolland в Париже.

## Личная жизнь
В 1984 году познакомилась с вокалистом группы Duran Duran Саймоном Ле Боном. 27 декабря 1985 года они поженились. У них есть три дочери: Эмбер Роуз Тамара (род. 1989), Сэффрон Сахара (род. 1991) и Талула Пайн (род. 1994).
6 июня 2018 года Ле Бон стала бабушкой, когда её дочь Сэффрон родила сына. 21 сентября 2019 года Сэффрон родила второго сына.